# Alcamene di Sparta
Alcamene (in greco antico: Άλκαμένης?, Alkaménes; Sparta, ... – ...; fl. VIII secolo a.C.) è stato un re di Sparta della dinastia degli Agiadi.
Secondo Pausania ed Erodoto era figlio del predecessore Teleclo e padre del successore Polidoro.
Sotto il suo regno, secondo Pausania, gli Spartani inviarono a Creta Carmide per sedare le lotte interne e persuadere i Cretesi ad abbandonare le città interne.
Il suo regno fu caratterizzato da diverse imprese belliche: gli Spartani conquistarono la città degli Achei Elo, sconfissero Argo e iniziarono la prima guerra messenica con una spedizione notturna contro la cittadina di Anfea che fu comandata dallo stesso Alcamene.